# فهرست یادمان‌های سید روح‌الله خمینی
این مقاله فهرستی است از چیزهایی که به نام سید روح‌الله خمینی نامیده شده است.

## جای‌ها

### خانه‌ها
- خانهٔ خمین
- خانهٔ قم
- خانهٔ نجف
- خانهٔ جماران

### دیگر
- حسینیه جماران
- آرامگاه آیت الله خمینی
- مصلای امام خمینی تهران
- مصلی امام خمینی اصفهان
- خمینی‌شهر
- بندر امام خمینی
- پالایشگاه نفت امام‌خمینی
- خیابان امام خمینی (تهران)
- خیابان امام خمینی (تبریز)
- خیابان امام خمینی (نیشابور)
- بیمارستان امام خمینی تهران
- بیمارستان امام خمینی اهواز
- بیمارستان امام خمینی آبادان
- بیمارستان امام خمینی ایلام
- بیمارستان امام خمینی رامهرمز
- ایستگاه متروی امام خمینی
- فرودگاه بین‌المللی امام خمینی
- دانشگاه بین‌المللی امام خمینی
- دانشگاه علوم و فنون دریایی امام خمینی
- مؤسسه آموزشی و پژوهشی امام خمینی
- میدان امام خمینی (تهران)
- میدان امام خمینی (همدان)
- کمیته امداد امام خمینی
- شهرک امام خمینی (نور)
- شهرک امام خمینی (مهر)
- شهرک امام خمینی (منوجان)
- شهرک امام خمینی (فلارد)
- شهرک امام خمینی (کوهدشت)
- شهرک امام خمینی (دلفان)
- شهرک امام خمینی (باخرز)
- شهرک امام خمینی (بندر لنگه)
- شهرک امام خمینی (اقلید)